# Ōsumi Mineo

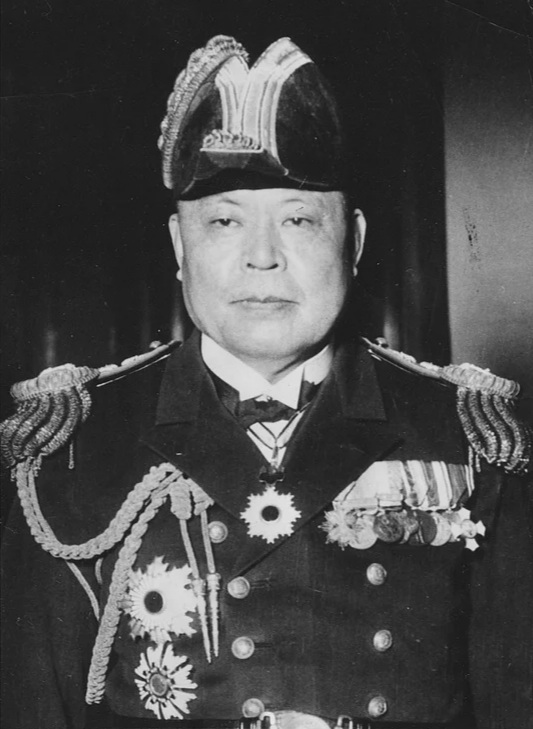
Ōsumi Mineo (1931)

Danshaku Ōsumi Mineo (jap. 大角 岑生; * 1. Mai 1876 in Miyake-mura, Landkreis Nakashima (heute: Inazawa), Präfektur Aichi; † 5. Februar 1941 in Guangzhou, Japanisches Besatzungsgebiet China) war ein japanischer Admiral der Kaiserlichen Marine, der unter anderem von 1931 bis 1932 sowie erneut zwischen 1933 und 1936 Marineminister war.

## Leben

### Militärische Ausbildung und Seeoffizier
Ōsumi Mineo, der in der Präfektur Aichi aufwuchs, begann als Seekadett und Teilnehmer des 24. Lehrgangs seine Ausbildung an der Kaiserlich Japanischen Marineakademie (Kaigun Heigakkō). Nachdem er die Ausbildung als Drittbester von 18 Teilnehmern abgeschlossen hatte, wurde er am 8. Oktober 1897 zum Fähnrich zur See befördert und auf das Schulschiff Hiei versetzt. Danach folgte vom 5. November bis zum 26. Dezember 1897 eine kurzzeitige Verwendung an Bord des Geschützten Kreuzers Itsukushima sowie zwischen dem 26. Dezember 1897 und dem 1. Oktober 1898 auf dem Einheitslinienschiff Yashima, wo er am 1. April 1898 auch zum Leutnant zur See (Shōi) befördert wurde. Nach einer anschließenden Verwendung an Bord des Kreuzers Chiyoda, war er zwischen dem 1. Mai 1899 und dem 23. Januar 1901 Offizier auf dem Panzerkreuzer Azuma. Mit diesem nahm er vom 1. Mai 1899 bis zum 29. Oktober 1900 an einer Fahrt nach Frankreich teil und wurde zugleich am 29. September 1899 zum Oberleutnant zur See (Chui) befördert.
Ōsumi war vom 23. März bis zum 4. September 1901 kommissarischer Abschnittsoffizier an Bord der Korvette Tenryū sowie anschließend kommissarischer Abschnittsoffizier und dann nach seiner Beförderung zum Kapitänleutnant (Daii) am 1. Oktober 1901 Abschnittsoffizier im Matrosenkorps auf dem Stützpunkt Yokosuka. Nach einer Verwendung zwischen dem 4. Oktober 1901 und dem 24. Januar 1902 als Abschnittsoffizier auf dem Panzerkreuzer Asama war er vom 24. Januar 1902 bis zum 8. Mai 1904 Leitender Navigationsoffizier auf dem Geschützten Kreuzer Saien.

### Russisch-Japanischer Krieg und Erster Weltkrieg

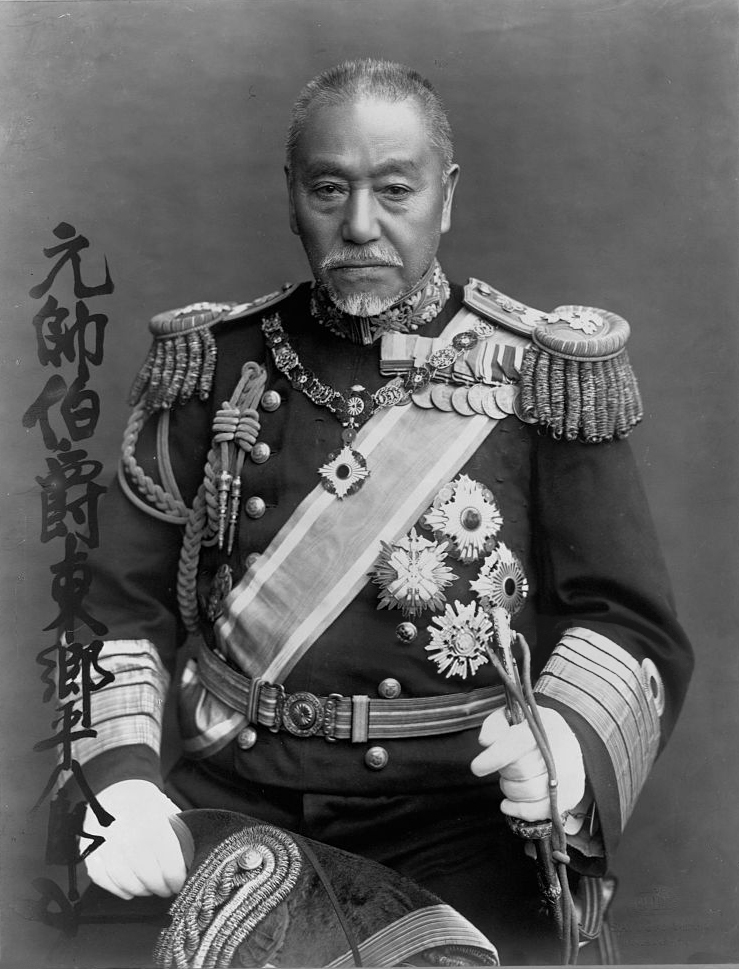
Ōsumi Mineo war von 1912 bis 1913 Aide-de-camp von Admiral Tōgō Heihachirō, der am 21. April 1913 zum Flottenadmiral (Gensui) befördert worden war

Im Anschluss fungierte er vom 8. Mai 1904 bis zum 15. März 1905 als Leitender Navigationsoffizier auf dem Geschützten Kreuzer Matsushima, mit dem er während des Russisch-Japanischen Krieges an Truppentransporten der 2. Armee des Kaiserlichen Heeres sowie ab dem 1. August 1904 an der Belagerung von Port Arthur teilnahm. Knapp eine Woche später nahm er am 10. August 1904 an der Seeschlacht im Gelben Meer teil. Er war vom 15. März bis zum 5. August 1905 Leitender Navigationsoffizier auf dem Küstenverteidigungsschiff Manshu-maru sowie im Anschluss Navigationsinstrukteur und Ausbilder an der Marineakademie.
Während Ōsumi Mineo vom 5. August 1906 bis zum 18. Dezember 1907 den A-Lehrgang an der Marinehochschule (Kaigun Daigakkō) absolvierte, wurde er am 28. September 1906 zum Korvettenkapitän (Shōsa) befördert. Im Anschluss folgte vom 18. Dezember 1907 bis zum 27. Januar 1909 eine Verwendung als Stabsoffizier in der Abteilung für Marineangelegenheiten im Marineministerium sowie zusätzlich ab dem 10. Oktober 1908 als Instrukteur an der Marinehochschule. In der Folgezeit war er vom 27. Januar 1909 bis zum 12. Juli 1912 Stabsoffizier beim Marineattaché an der Gesandtschaft im Deutschen Kaiserreich und erhielt als solcher am 1. Dezember 1911 auch seine Beförderung zum Fregattenkapitän (Chūsa). Nach seiner Rückkehr nach Japan fungierte er zwischen dem 12. Juli 1912 und dem 24. Mai 1913 als Aide-de-camp von Admiral Tōgō Heihachirō, der Mitglied des Marinerates war und am 21. April 1913 zum Flottenadmiral (Gensui) befördert worden war.
Anschließend folgte zwischen dem 24. Mai 1913 und dem 21. April 1914 eine Verwendung als stellvertretender Kommandant des Panzerkreuzers Tsukuba, woraufhin er am 21. April 1914 als Stabsoffizier in das Marineministerium wechselte. In der Folgezeit war er zwischen dem 27. Mai und dem 1. Dezember 1914 zeitgleich Offizier im Admiralstab, Stabsoffizier in der Abteilung für Marineangelegenheiten sowie Stabsoffizier im Marineausbildungskommando war. Am 11. Dezember 1914 wurde er Sekretär von Marineminister Admiral Yashiro Rokurō und nach seiner Beförderung zum Kapitän zur See (Daisa) am 13. Dezember 1915 Adjutant im Marineministerium, ehe er am 1. Dezember 1917 als Kommandant des Einheitslinienschiffes Asahi sein erstes eigenes Schiffskommando übernahm.

### Aufstieg zum Admiral und Marineminister

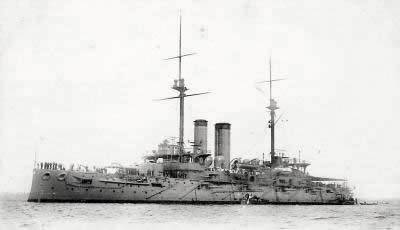
Kapitän zur See Ōsumi Mineo übernahm 1917 als Kommandant des Einheitslinienschiffes Asahi sein erstes eigenes Schiffskommando

Am 1. Dezember 1918 wurde er zunächst Mitarbeiter im Stab des Marineattachés an der Gesandtschaft in Frankreich, bevor er vom 1. März 1919 bis zum 1. Juli 1921 selbst Marineattaché an der Gesandtschaft in Frankreich war. Als solcher war er zwischen dem 10. März 1919 und dem 21. Januar 1920 auch Mitglied der Delegation bei der Versailler Friedenskonferenz und wurde am 1. Dezember 1920 auch zum Konteradmiral (Shōshō) befördert. Nach seiner Rückkehr war er vom 1. Oktober 1921 bis zum 10. Januar 1922 sowohl Offizier im Generalstab der Kaiserlichen Marine als auch Stabsoffizier im Marineministerium sowie anschließend Offizier im Stab des Marinedistrikts Yokosuka, ehe er zwischen dem 1. Mai 1922 und dem 1. Dezember 1923 Leiter der Abteilung für Marineangelegenheiten im Marineministerium und zugleich Mitglied des Admiralitätsausschusses war.
Nach einer darauf folgenden einjährigen Verwendung als Kommandeur des 3. Geschwaders wurde Ōsumi Mineo am 1. Dezember 1924 zum Vizeadmiral (Chūjō) befördert und Offizier im Generalstab der Marine. Im Anschluss fungierte er vom 15. April 1925 bis zum 10. Dezember 1928 als Vize-Marineminister und war damit Stellvertreter der damaligen Marineminister Takarabe Takeshi sowie zuletzt Okada Keisuke. Während dieser Zeit war er abermals Mitglied des Admiralitätsausschusses und übernahm danach vom 10. Oktober 1928 bis zum 11. November 1929 den Posten als Oberkommandierender der 2. Flotte.
Am 11. November 1929 wurde Ōsumi Oberkommandierender des Marinedistrikts Yokosuka sowie erneut Mitglied des Admiralitätsausschusses und bekleidete diese Posten bis zum 1. Dezember 1931. Während dieser Zeit erfolgte am 1. April 1931 auch seine Beförderung zum Admiral (Taisho). Als solcher gehörte er vom 1. bis zum 13. Dezember 1931 erstmals dem Marinerat an. Am 13. Dezember 1931 berief ihn Premierminister Inukai Tsuyoshi als Marineminister in dessen Kabinett, dem er nach der Ermordung Inukais während des Zwischenfalls am 15. Mai 1932 bis zum Ende der kommissarischen Amtsführung von Finanzminister Takahashi Korekiyo am 26. Mai 1932 angehörte.
Nachdem er im Anschluss abermals Mitglied des Marinerates war, wurde Ōsumi Mineo am 9. Januar 1933 von Premierminister Saitō Makoto als Nachfolger von Admiral Okada Keisuke erneut zum Marineminister in dessen Kabinett berufen. Das Amt des Marineministers übte er vom 8. Juli 1934 bis zum 9. März 1936 auch in dem anschließend von Premierminister Okada Keisuke gebildeten Kabinett aus. Während dieser Zeit wurde er am 26. Dezember 1935 als Baron (Danshaku) in den Erbadel (Kazoku) erhoben sowie am 31. Januar 1936 auch Mitglied des Geheimen Kronrates (Sūmitsu-in), einem Gremium zur Beratung des Tennō.
Nach seinem Ausscheiden aus dem Ministeramt wurde Ōsumi am 9. März 1936 erneut Mitglied des Marinerates und fungierte vom 28. März 1936 bis zu seinem Tode am 5. Februar 1941 als Vorsitzender des Hochtechnologieausschusses des Marinerates. Am 5. Februar 1941 kam er während des Zweiten Japanisch-Chinesischen Krieges ums Leben, als sein Flugzeug von chinesischen Guerillaeinheiten auf einem Flug nach Hainan über Guangzhou abgeschossen wurde.

## Hintergrundliteratur
- Herbert P. Bix: Hirohito and the Making of Modern Japan, Harper Perennial, 2001, ISBN 0-06-093130-2.
- Lisle A. Rose: Power at Sea:The Breaking Storm 1919-1945, University of Missouri Press, 2006 ISBN 0-8262-1702-8.
- Ronald Spector: Eagle Against the Sun: The American War With Japan, Vintage, 1985, ISBN 0-394-74101-3.